# Конятинська сільська рада (Сосницький район)
Коня́тинська сільська́ ра́да — адміністративно-територіальна одиниця та орган місцевого самоврядування в Сосницькому районі Чернігівської області. Адміністративний центр — село Конятин.

## Загальні відомості
Конятинська сільська рада утворена у 1919 році.
- Територія ради: 34,84 км²
- Населення ради: 825 осіб (станом на 2001 рік)

## Населені пункти
Сільській раді були підпорядковані населені пункти:
- с. Конятин

## Склад ради
Рада складалася з 14 депутатів та голови.
- Голова ради: Шльомка Сергій Вікторович
- Секретар ради: Осадча Любов Іванівна

### Керівний склад попередніх скликань
| Прізвище, ім'я, по батькові | Основні відомості                                                         | Дата обрання | Дата звільнення |
| --------------------------- | ------------------------------------------------------------------------- | ------------ | --------------- |
| Шльомка Сергій Вікторович   | Сільський голова, 1961 року народження, освіта вища, безпартійний         | 26.03.2006   | 31.10.2010      |
| Шльомка Сергій Вікторович   | Сільський голова, 1961 року народження, освіта вища, член Партії регіонів | 31.10.2010   |                 |

Примітка: таблиця складена за даними сайту Верховної Ради України

### Депутати
За результатами місцевих виборів 2010 року депутатами ради стали:

#### За суб'єктами висування
| Суб'єкт висування                 | Кількість обраних депутатів | %    |
| --------------------------------- | --------------------------- | ---- |
| Партія регіонів                   | 10                          | 71,4 |
| Політична партія «Сильна Україна» | 3                           | 21,4 |
| Самовисування                     | 1                           | 7,1  |

#### За округами
| № округу                          | Прізвище, ім'я, по батькові    | Дата визнання обраним | Освіта  | Партійна приналежність                  | Відомості про обраного депутата                  |
| --------------------------------- | ------------------------------ | --------------------- | ------- | --------------------------------------- | ------------------------------------------------ |
| Партія регіонів                   |                                |                       |         |                                         |                                                  |
| 3                                 | Рожок Ольга Дмитрівна          | 02.11.2010            | вища    | позапартійна                            | Сосницький РВ УМВС, завідувачка канцелярії       |
| 6                                 | Осадча Любов Іванівна          | 02.11.2010            | вища    | позапартійна                            | Конятинська сільська рада, секретар              |
| 7                                 | Лойок Лідія Михайлівна         | 02.11.2010            | вища    | член Партії регіонів                    | тимчасово не працює                              |
| 8                                 | Болдирєв Сергій Анатолійович   | 02.11.2010            | вища    | позапартійний                           | Сосницький РВ УМВС, дільничий інспектор          |
| 9                                 | Пилипенко Любов Іванівна       | 02.11.2010            | вища    | член Партії регіонів                    | відділ поштового зв'язку, начальник              |
| 10                                | Бабка Володимир Кузьмич        | 02.11.2010            | середня | член Партії регіонів                    | ТОВ «Біотех ЛТД», водій                          |
| 11                                | Микитенко Олександра Андріївна | 02.11.2010            | вища    | член Партії регіонів                    | тимчасово не працює                              |
| 12                                | Луценко Світлана Дмитрівна     | 02.11.2010            | вища    | член Партії регіонів                    | СТОВ «Надія», бухгалтер                          |
| 13                                | Неподоба Світлана Миколаївна   | 02.11.2010            | вища    | член Партії регіонів                    | тимчасово не працює                              |
| 14                                | Рожок Олександра Петрівна      | 02.11.2010            | вища    | позапартійна                            | Конятинська сільська рада, бухгалтер             |
| Політична партія «Сильна Україна» |                                |                       |         |                                         |                                                  |
| 1                                 | Злозна Віра Миколаївна         | 02.11.2010            | вища    | позапартійна                            | Спаське споживче товариство, продавець           |
| 4                                 | Комар Віра Анатоліївна         | 02.11.2010            | вища    | член Політичної партії «Сильна Україна» | Конятинський будинок культури, художній керівник |
| 5                                 | Децик Лариса Михайлівна        | 02.11.2010            | вища    | член Політичної партії «Сильна Україна» | Конятинська сільська рада, касир                 |
| Самовисування                     |                                |                       |         |                                         |                                                  |
| 2                                 | Аршиннік Юрій Михайлович       | 02.11.2010            | вища    | член Народної партії                    | Холминський лісгосп, майстер лісу                |